# Morly Grey
Morly Grey – zespół ze Stanów Zjednoczonych, utworzony w końcu lat sześćdziesiątych w Ohio przez braci Rollerów. Morly Grey grał ciężką odmianę rocka psychodelicznego.
W 1972 roku zespół nagrał najpierw singla, a potem całą płytę zatytułowaną The Only Truth, w nagraniu której zespół wspomógł były perkusista grupy Paul Cassidy, który śpiewał na pierwszej stronie winylowego wydania płyty. Punktem kulminacyjnym był jednak 17 minutowy tytułowy utwór, w którym można usłyszeć gitarową psychodelię oraz wpleciony fragment kompozycji When Johnny Comes Marching Home. W okresie nagrania płyta nie wzbudziła dużego zainteresowania jednak w 1986 roku doszło do wydania reedycji.
Rok po wydaniu płyty The Only Truth, grupa przystąpiła do nagrania kolejnej płyty zatytułowanej The Roller Bros. Band oraz nagrała materiał na płytę koncertową ale nagrania nie zostały wydane. Bracia Rollerowie ponownie podjęli próbę nagrania nowego materiału na płytę w latach '90 ale w tym przypadku również nagrania nie ujrzały światła dziennego.
W 2001 roku zmarł pierwszy perkusista zespołu Paul Cassidy.

## Dyskografia
- The Only Truth, 1972

## Skład
- Tim Roller – g, voc
- Mark Roller – b, voc
- Bob LaNave – dr